# Ta'abbata Sharran
Taʾabbaṭa Sharran, in arabo تأبط  شراً‎? (560 – Ḥurayḍa o Rakhmān, 607), è stato un poeta arabo.
Taʾabbaṭa Sharran ("che si porta un male sotto il braccio") è il laqab di Thābit b. Jābir b. Sufyān, dei Banū Saʿd b. Fahm, sotto-tribù dei Qays ʿAylān.
Incluso con Shanfara (dei B. Azd), ʿAmr ibn al-Barrāq (dei B. Hamdān) e altri ancora fra i "predoni" (ṣaʿālik, sing. ṣuʿlūk) del deserto - sorta di "poeti maledetti" dell'età preislamica - e tra i veloci "corridori" a piedi (a ciò probabilmente costretti dalla loro povertà), Taʾabbaṭa Sharran fu personaggio dotato di sprezzante coraggio e di rude quanto raffinata poesia, caratterizzata da una vivida e inusuale capacità espressiva.
Insieme ad Antara b. Shaddād al-ʿAbsī, ad Abū Miḥǧan Nuṣayb b. Rabāḥ, a Khufaf ibn Nadba e a Sulayk b. al-Sulāka, era annoverato fra i "corvi degli Arabi" (Aghribat al-ʿArab), a causa del colorito scuro della pelle, dovuta al fatto di avere un genitore africano (per lo più etiope). Nel caso di Taʾabbaṭa Sharr, sua madre era di pelle nera e faceva parte dei Banū Kayn.
Circa il suo soprannome esistono diverse spiegazioni. La prima (con diverse varianti) parla del fatto che Taʾabbaṭa Sharran, al rimprovero della madre che lamentava di ricevere solo dagli altri suoi figli qualcosa da cuocere per il desinare, fosse tornato una volta a casa portando sotto braccio un montone indemoniato oppure un sacco riempito di vipere.
Un'altra spiegazione fa infine riferimento alla sua spada, apportatrice di morte, che il poeta usava portare nel suo fodero, sotto il suo braccio.
Un'ultima spiegazione, più fascinosa e problematica, parla invece di un incontro di Taʾabbaṭa Sharran con una ghūl, il peggior tipo di jinn femmina, che si riteneva vivesse nel deserto, pronta ad uccidere i malcapitati viandanti.

In un luogo chiamato Rahā Biṭān, nel territorio dei B. Hudhayl, Taʾabbaṭa Sharran si sarebbe dunque imbattuto in questa sorta di orco preislamico al femminile, e l'avrebbe uccisa quando essa aveva tentato di sbarrargli la via.

Messosi poi il corpo sotto braccio, Taʾabbaṭa Sharran sarebbe tornato tra la sua gente e per ciò si sarebbe guadagnato il suo soprannome.
La colpii senza esitare, ed essa cadde prostrata sulle mani e sul petto.
«Torna via!» disse; ed io «adagio, ferma lì! Io son uomo dal saldo cuore»
E non cessai di starle addosso, poggiato, per vedere alla luce del mattino in che cosa m'ero imbattuto.
Ed ecco due occhi in una testa orribile, come di gatto, con la lingua forcuta;
due gambe di ratto, un dorso di cane, una veste striata di pelo o di vecchia pelle...»
(Trad. di Francesco Gabrieli, "Taʾabbaṭa Śarran, Śanfarà, Khalaf al-Aḥmar", in: Atti dell'Accademia nazionale dei Lincei, ser. ottava (1946), Rendiconti, vol. I, pp. 45-46.)
Di tale episodio viene proposta un'altra versione:
sinché l'alba sottentrò alle sue pieghe, lacerandone la veste notturna.
La passai a scrutare un fuoco di cui mi giunse il bagliore, e verso cui ora avanzai, ora mi trassi indietro.
E al mattino mi trovai vicina la Ġūl: o vicina mia, che paura facevi!
Le dissi di unirsi in amore con me, ma ella si rivoltò con viso terribile, inferocito.
E la testa della figlia dei Ginn volò via, al colpo d'un brando striato, che aveva logorato la tracolla.
Quando si smussa, io lo aguzzo sulla roccia, ed ha il filo tagliente senza che io gli faccia vedere mai il forbitore.
Per chi chiedesse dove stia la mia vicina, sappia che essa è lì, nel recesso della valle.
Sol che io voglio una cosa, vi pongo subito mano; quanto più, se dico, passo all'azione!»
(Trad. di F. Gabrieli, "Taʾabbaṭa Śarran, Śanfarà, Khalaf al-Aḥmar", art. cit., p. 46)
e ancora una variante ben differente, riportata da Masʿūdī:
(Trad. di Claudio Lo Jacono, "Di alcune peculiarità dei ginn", in: Un ricordo che non si spegne, (Scritti... in memoria di Alessandro Bausani), Napoli, Istituto Universitario Orientale, 1995, p. 194)
Il verbo impiegato per rendere la trasformazione della ghūl è "istaghala", che ha in effetti il significato di "incutere spavento", "tendere un'insidia" o "uccidere a tradimento" ma anche quello appunto della radicale trasformazione (caratteristica questa dei jinn) e quindi, nel caso, la possibilità di trasformarsi da essere spaventevole in essere maliardo, con cui il poeta avrebbe ben potuto intrattenere con piacere rapporti carnali, menandone poi "scandaloso" vanto con i suoi contribuli, in pieno accordo con la natura caratteriale del poeta, decisamente border line, rendendo in tal modo tale versione assai più intrigante di quella tradotta da Gabrieli, da lui condotta dal testo del Kitāb al-Aghānī..

E d'altronde, ad avvalorare l'ipotesi che una ghūl potesse trasformarsi in una donna affascinante, sta il componimento poetico della Burda di Kaʿb b. al-Zuhayr b. Abī Sulmā, in cui il poeta paragona l'amatissima Suʿād, che l'ha affascinato in modo straordinario, a quest'entità.
Famoso un altro carme di Taʾabbaṭa Sharran, in memoria d'un cugino morto:
Quando anche un sonno gli ricucia gli occhi, mai non gli falla una guardia sicura nel cuore vigile e intrepido.
Fa dei suoi occhi la vedetta del suo cuore, pronto a trar dal fodero la spada polita e tagliente.
Quando lo muove dentro l'osso d'un avversario, lampeggiano i denti nelle fauci spalancate della Morte che ride.
Egli vede nel deserto desolato il più amico degli amici, e cammina per la sua via, là dove cammina sul suo capo la Madre degli astri risplendenti a grappoli per il cielo.»
(Dalla Ḥamāsa di Abū Tammām, trad. di Carlo Bernheimer.)
Per quanto riguarda il suo poema forse più noto, la qāfiyya, Francesco Gabrieli si diceva convinto della sua origine spuria e tardiva.
Suoi sembrano essere i precedenti versi, mentre l'arabista solleva dubbi circa i seguenti, peraltro assai noti, che disegnano il tradizionale ricorso alla vendetta:
...

Mi è ormai lecito il vino che prima della vendetta mi era vietato ed è ben tardato a tornar lecito!

Versamelo dunque, o Suwàd ibn Amr, ché il mio corpo è sfinito dopo che mio zio non è più
Ride la iena pei monti dei Hudhayl, e vedi lo sciacallo per essi esultare,
e i vecchi uccelli da preda, fatti gonfi dal pasto, si trascinano su quei morti, e non riescono più a levarsi in volo.»
(Trad. di F. Gabrieli, La letteratura araba, Firenze, Sansoni, 1967, p. 50.)
Si dice che, come l'amico e compagno di tribolazioni Shanfarā, Taʾabbaṭa Sharran morisse di morte violenta, epilogo logico e forse ambito dal poeta, inadatto a vivere una vita placida nell'impegnativo mondo dell'Arabia preislamica dei primi decenni del VI secolo. Taʾabbaṭa Sharrān morì infatti a Ḥurayḍa, o Rakhmān, nelle vicinanze del monte Numār, nel Ḥijāz sud-orientale, per mano dei tradizionali nemici B. Hudhayl.

Il suo corpo (come d'altronde quello di Shanfarā) rimase insepolto, preda delle fiere della bādiya.